# Robert Greene
Robert Greene (asi 1558, Norwich – 3. září 1592, Londýn) byl anglický prozaik a dramatik pozdní renesance (období tzv. alžbětinského divadla).

## Život
Robert Greene se narodil pravděpodobně jako syn obchodníka. Od roku 1575 studoval na Cambridgeské univerzitě a získal zde roku 1579 titul bakaláře a v roce 1583 titul mistra. Titulu mistra dosáhl ještě roku 1588 také na Oxfordské univerzitě. Mezitím hodně cestoval a navštívil Francii, Itálii, Německo, Polsko a Dánsko. Roku 1585 (nebo 1586) se oženil, ale brzy poté, co utratil peníze získané jako věno, svou manželku i s dítětem opustil a odešel do Londýna, kde žil nevázaným až zhýralým životem, se kterým začal již na studiích. To se mu nakonec stalo osudným. Zemřel již roku 1592, podle svědectví jeho přítele Gabriela Harveyho na následky toho, že se přejedl naloženými slanečky a požil k tomu velké množství rýnského vína.

## Literární dráha
Svou literární dráhu začal Greene jako prozaik ovlivněný eufuistickým ornamentálním stylem Johna Lylyho, který stejně jako on patřil do skupiny univerzitních vzdělanců (University Witts), označovaných tak podle toho, že získali vzdělání na Cambridgeské nebo Oxfordské univerzitě. K této skupině se počítají také Thomas Lodge, Thomas Kyd, Christopher Marlowe, Thomas Nashe a George Peele. Greene napsal několik tzv. rytířských románů, z nichž vyniká román Pandosto, or The Triumph of Time (Pandosto aneb Triumf času), vzniklý v roce 1588. Předpokládá se, že toto jeho dílo se stalo předlohou pro hru Williama Shakespeara Zimní pohádka. Poté začal Greene tvořit divadelní hry, kterými do určité míry ovlivnil díla dalších dramatiků. V mnoha případech je však jeho autorství sporné. Je například považován za spoluautora anonymní hry Henry VI. (Jindřich VI.), kterou později přepracoval Shakespeare.

## Dílo

### Rytířské romány
- Mamillia (1583),
- The History of Arbasto, King of Denmarke (1584, Příběh Arbasta, dánského krále),
- Pandosto, or The Triumph of Time (1588, Pandosto aneb Triumf času), dílo bylo od roku 1635 také vydávano pod názvem The Pleasant Historie of Dorastus and Fawnia (Příjemný příběh Dorasta a Fawnie), předloha pro Shakespearovu Zimní pohádku.[1]
- Menaphon (1589), dílo bylo později vydáváno také pod názvem Greene's Arcadia (Greenova Arkádie).[1]

### Divadelní hry
- The Honourable History of Friar Bacon and Friar Bungay (1589, Pamětihodná historie o otci Baconovi a otci Bungayovi), jedna z prvních anglických komedií se dvěma zápletkami.[1] Hra tvoří jakýsi komický protipól Marlowova Fausta a je založena na životě skutečného filosofa Rogera Bacona ze 13. století, který měl být dle pověstí kouzelníkem. Díky velkému úspěchu této hry vzniklo anonymní pokračování s názvem John of Bordeaux, or The Second Part of Friar Bacon (Jan z Bordeaux aneb Druhá část otce Bacona), za jehož autora je Greene také často považován.
- The History of Orlando Furioso (asi 1590, Příběh Zuřivého Rolanda), adaptace anglického překladu eposu Zuřivý Roland od Ludovica Aroista.[2]
- A Looking Glass for London and England (asi 1590, Zrcadlo nastavené Londýnu a Anglii), společně s Thomasem Lodgem, hra na biblický námět (kde Ninive slouží jako morální apel pro anglickou společnost).[2]
- The Scottish History of James the Fourth (asi 1590, Skotský příběh Jakuba IV.), komedie,
- The Comical History of Alphonsus, King of Aragon (asi 1590, Komický příběh Alfonse, aragonského krále).

### Ostatní práce
- Greene's Groats-worth of Wit bought with a Million of Repentance (vydáno posmrtně v roce 1592), pamflet. Obsahuje první známou zmínku o Shakespearovi jako o členovi londýnského společenství dramatiků. Greene však o Shakespearovi mluví jako o herci, který má tu smělost, že chce psát hry a dopouští se plagiátorství.[2]

## Česká vydání
- Pamětihodná historie o otci Baconovi a otci Bungaym, antologie Alžbětinské divadlo I. - Shakespearovi předchůdci, Odeon, Praha 1978, přeložil Alois Bejblík,